# منتخب كينيا لسباعيات الرغبي
منتخب كينيا لسباعيات الرغبي (بالإنجليزية: Kenya national rugby sevens team)‏ هو ممثل كينيا الرسمي في المنافسات الدولية في سباعيات الرغبي .